# A-376

Autovía.

La A-376 es una autovía autonómica andaluza que une la ciudad de Sevilla con Utrera. Pertenece a la Red Básica de Articulación dentro del Catálogo de Carreteras de Andalucía y discurre enteramente por la provincia de Sevilla. Es el primer tramo de la Autovía Sevilla-Costa del Sol.
Su longitud es de 26 kilómetros, de los cuales 24 tienen características de autovía. Los últimos dos kilómetros son una carretera convencional, hasta su final en el cruce con la A-362. A partir de este punto hacia el sur pasa a llamarse A-375.
Anteriormente, todo el trayecto de la carretera entre Sevilla y la Costa del Sol tenía la nomenclatura A-376 y declarada autonómica de primer orden. Ahora se ha dividido en A-376, A-375, A-374 y A-397.
Su trazado se basa en el desdoblamiento de la carretera convencional homónima. Su construcción comenzó a finales de los años ochenta, terminando el 30 de diciembre de 2008. Actualmente este itinerario soporta un volumen de 20.000 vehículos diarios.

## Tramos
| Denominación | Tramo                                                    | Año servicio | Longitud (km) |
| ------------ | -------------------------------------------------------- | ------------ | ------------- |
| A-376        | Tramo I: Sevilla SE-30 -Urbanización El Magistrado       | 1992         | 8             |
| A-376        | Tramo II: Urbanización El Magistrado-Intersección A-8031 | 2002         | 3,6           |
| A-376        | Tramo III: Intersección A-8031-Intersección A-8029       | 2005         | 5,5           |
| A-376        | Tramo IV: Intersección A-8029-Utrera                     | 2008         | 7,3           |

## Salidas
| Velocidad | Esquema | Carriles | Salida | Dirección Utrera                                                | Anotaciones |  | Velocidad | Esquema | Carriles | Salida | Dirección Sevilla                                                   | Carretera          | Anotaciones |
| --------- | ------- | -------- | ------ | --------------------------------------------------------------- | ----------- |  | --------- | ------- | -------- | ------ | ------------------------------------------------------------------- | ------------------ | ----------- |
|           |         |          |        | Inicio de la Autovía A-376                                      |             |  |           |         |          |        | Continúa hacia Sevilla por Avenida de la Paz ( Las 3000 Viviendas ) | A-376              |             |
|           |         |          | 0A     | E-5 SE-30 A-4 Cádiz E-1 A-49 Huelva E803 A-66 Mérida            |             |  |           |         |          | 0A     | E-5 SE-30 A-4 Cádiz E-1 A-49 Huelva E803 A-66 Mérida                |                    |             |
|           |         |          | 0B     | E-5 SE-30 A-92 Granada A-4 Córdoba Aeropuerto de Sevilla        |             |  |           |         |          | 0B     | E-5 SE-30 A-92 Granada A-4 Córdoba Aeropuerto de Sevilla            | E-5 SE-30 A-4 A-92 |             |
|           |         |          |        | Centro Comercial                                                |             |  |           |         |          |        | Centro Comercial                                                    |                    |             |
|           |         |          |        | Guardia Civil Hipódromo Ciudad Deportiva Univ. Pablo de Olavide |             |  |           |         |          |        | Guardia Civil - Hipódromo Ciudad Deportiva Univ. Pablo de Olavide   |                    |             |
|           |         |          |        |                                                                 |             |  |           |         |          |        |                                                                     |                    |             |
|           |         |          |        |                                                                 |             |  |           |         |          | 4A     | Montequinto Condequinto Metro                                       |                    |             |
|           |         |          | 4B     | Urbanización Los Cerros Dos Hermanas Hipódromo                  |             |  |           |         |          | 4B     | Urbanización Los Cerros Dos Hermanas Hipódromo                      |                    |             |
|           |         |          | 7A     | Torrequinto                                                     |             |  |           |         |          |        |                                                                     |                    |             |
|           |         |          | 7B     | SE-40 A-92 Granada A-4 Córdoba Aeropuerto de Sevilla            |             |  |           |         |          | 7      | Torrequinto SE-40 A-92 Granada A-4 Córdoba Aeropuerto de Sevilla    | SE-40              |             |
|           |         |          | 8      | A-392 Alcalá de Guadaíra Dos Hermanas                           |             |  |           |         |          | 9      | A-392 Alcalá de Guadaíra Dos Hermanas                               | A-392              |             |
|           |         |          | 11     | A-8031 Dos Hermanas SE-3204 Alcalá de Guadaíra                  |             |  |           |         |          | 13     | A-8031 Dos Hermanas SE-3204 Alcalá de Guadaíra                      | A-8031 SE-3204     |             |
|           |         |          | 16     | A-8029 Cambio de sentido                                        |             |  |           |         |          | 17     | A-8029 Cambio de sentido                                            | A-8029             |             |
|           |         |          | 21     | Urbanización El Comodoro via de servicio                        |             |  |           |         |          | 21     | Urbanización el Comodoro via de servicio                            |                    |             |
|           |         |          |        | Utrera                                                          |             |  |           |         |          |        | Utrera                                                              |                    |             |
|           |         |          |        | Continúa hacia El Coronil por A-375                             |             |  |           |         |          |        | Inicio de la Autovía A-376                                          | A-375              |             |